# Сова-рогань бура
Сова́-рога́нь бура (Lophostrix cristata) — вид совоподібних птахів родини совових (Strigidae). Мешкає в Мексиці, Центральній і Південній Америці. Це єдиний представник монотипового роду Сова-рогань (Lophostrix).

## Опис

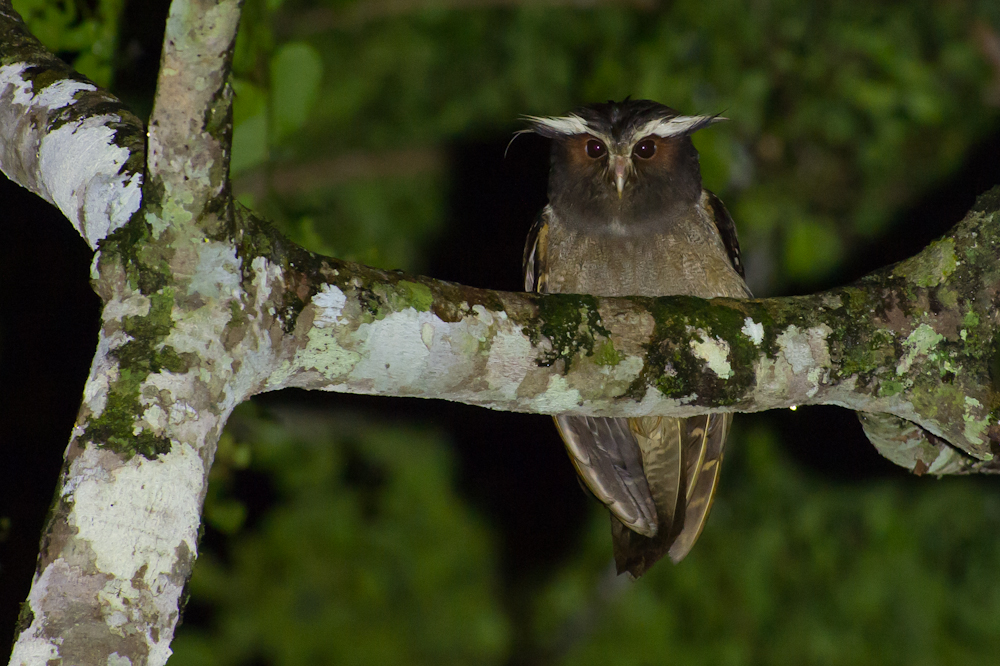
Бура сова-рогань

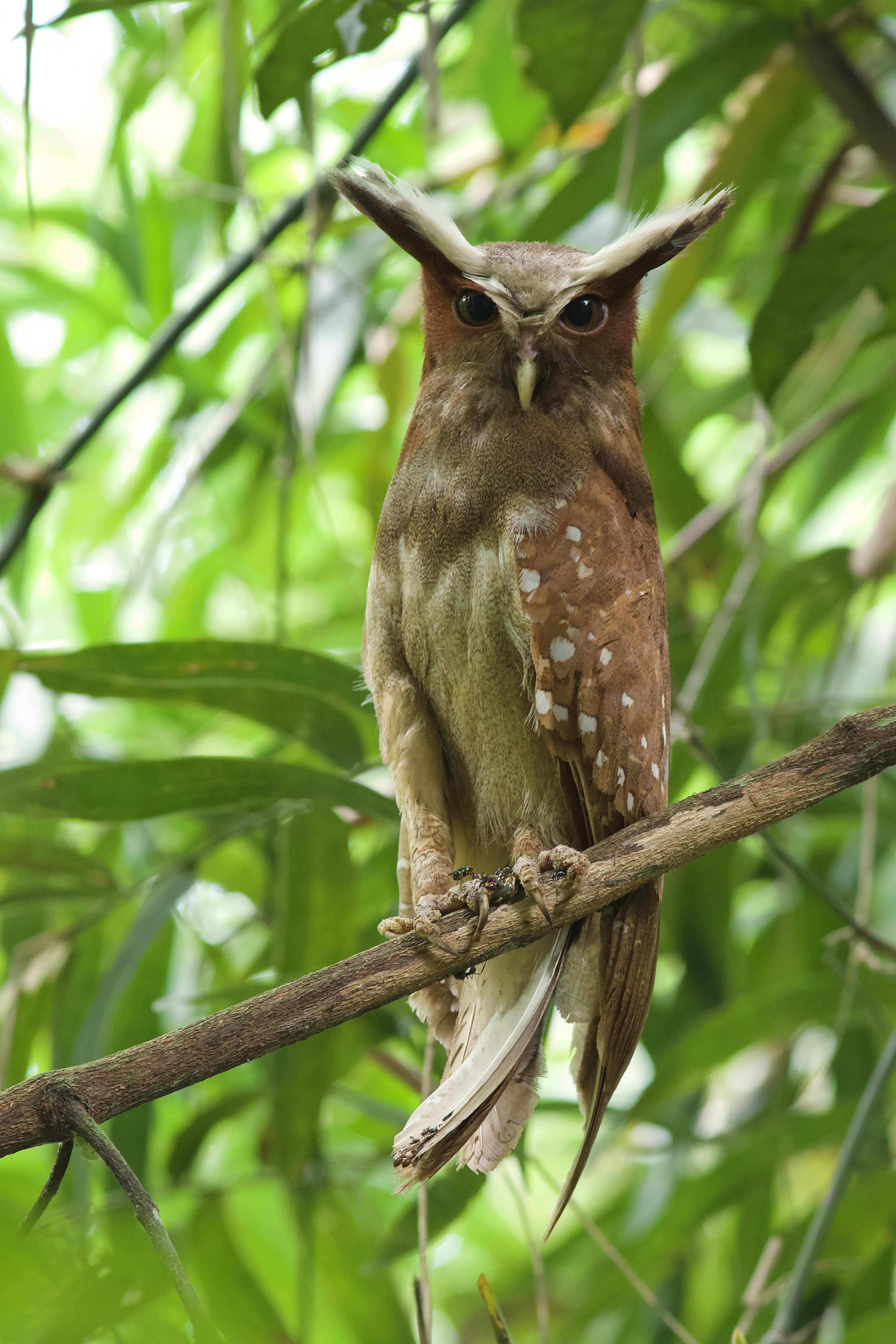
Бура сова-рогань

Бура сова-рогань — сова середнього розміру, середня довжина якої становить 38-43 см, розмах крил 90 см, вага 425—620 г. Забарвлення існує у двох морфах — темній і світлій, у представників підвиду L. c. stricklandi також трапляється сірувата морфа.
Представники темної морфи мають переважно шоколадно-коричневе забарвлення, тім'я, лицевий диск і верхня частина грудей у них темно-шоколадно-коричневі. На голові характерні білі або охристі пір'яні «вуха», а над очима помітні білуваті «брови». які ідуть до «вух». Покривні пера крил і першорядні махові пера поцятковані білими плямками, махові пера загалом поцятковані темними і світлими смужками. Стернові пера шоколадно-коричневі, поцятковані темними плямками. Горло блідо-охристе. Представники світлої морфи мають переважно рудувато-коричневе забарвлення, а верхня частина грудей у них темно-коричневі. Райдужки жовті або червонувато-карі, дзьоб тьмяно-жовтий, пальці блідо-сірувато-коричневі. У молодих птахів мезоптиль (пухові пера) білуватий. Лицевий диск у них темний, а пір'яні «вуха» короткі, махові і стернові пера такі ж, як у дорослих птахів.
Голос — характерний низький, гортанний крик «гууууур» або «бруууур», схожий на кумкання жаби або на крик мексиканської бушлі. Птахи кричать, сидячи високо в кроні дерева, крик повторюється з інтервалом у кілька секунд.

## Підвиди
Виділяють три підвиди:
- L. c. stricklandi Sclater, PL & Salvin, 1859 — від південної Мексики (на південь від Веракруса) до західної Панами і західної Колумбії;
- L. c. wedeli Griscom, 1932 — схід Панами, північ Колумбії і північний захід Венесуели;
- L. c. cristata (Daudin, 1800) — від південної Колумбії до південної Болівії, південної Венесуели, Гвіани і Бразильської Амазонії.

## Поширення і екологія
Бурі сови-рогані мешкають в Мексиці, Гватемалі, Белізі, Гондурасі, Нікарагуа, Коста-Риці, Панамі, Колумбії, Еквадорі, Перу, Болівії, Бразилії, Венесуелі, Гаяні, Суринамі і Французькій Гвіані. Вони живуть у вологих рівнинних і гірських тропічних лісах з густим підліском, часто поблизу води, а також у вторинних і галерейних лісах. Зустрічаються на висоті до 1000 м над рівнем моря, місцями на висоті до 1900 м над рівнем моря. Ведуть нічний спосіб життя, вдень пари птахів проводять на деревах поблизу річок, на висоті від 3 до 10 м над землею. Живляться великими комахами, іншими безхребетними, зокрема багатоніжками, і дрібними хребетними, зокрема кажанами. Сезон розмноження триває з лютого по травень. Гніздяться в дуплах дерев.